# Rhaphidophora cretosa
Rhaphidophora cretosa — вид квіткових рослин із родини Araceae, роду Rhaphidophora. Це ліана, рідним ареалом якої є Філіппіни (Мінданао).